# San Sebastián de La Gomera
San Sebastián de La Gomera es una localidad y municipio español, capital de la isla de La Gomera. Pertenece a la provincia de Santa Cruz de Tenerife, comunidad autónoma de Canarias. Situada en su parte suroriental, es el término municipal más extenso y poblado de la isla, con una superficie de 114,47 km² y 9562 habitantes en 2024.
Fundada en el territorio aborigen de Hipalán, la villa de San Sebastián es centro social, comercial y turístico de La Gomera. Es sede del cabildo insular, de la dirección insular de la AGE, de los juzgados y del hospital general. En este municipio se encuentra la ermita de la Virgen de Guadalupe, patrona de la isla.
El puerto de San Sebastián fue la última parada de la primera expedición de Cristóbal Colón antes de alcanzar el continente americano. Hoy en día es la principal puerta de entrada a La Gomera, manteniendo conexiones diarias con el sur de Tenerife y La Palma, y siendo escala de cruceros.

## Toponimia
El municipio toma el nombre de su patrón, San Sebastián de Narbona, venerado en su ermita. Existe la creencia de que la fundación del pueblo coincidió con la festividad del santo, aunque algunos historiadores plantean la posibilidad de que el nombre se debe a la ferviente devoción que existía entre los conquistadores por este santo. Hasta la reforma de la nomenclatura municipal de 1916 el municipio se llamaba simplemente San Sebastián. En dicha fecha su nombre fue modificado por el de San Sebastián de La Gomera. El apelativo de la Gomera se añadió a fin de evitar confusiones con otros municipios de mismo nombre.
La población gomera suele referirse a la capital insular como la villa, denominación también extendida a las respectivas capitales históricas del resto de islas de señorío.

## Geografía
El término está situado al sureste de la isla y tiene una extensión de 114,47 km².

### Espacios protegidos
El municipio cuenta con varios espacios naturales protegidos:
- Reserva natural integral de Benchijigua: está situada en la caldera del mismo nombre, en el centro de la isla. En ella se pueden encontrar especies endémicas, muchas protegidas, como la chajorra (Sideritis canariensis) y el tajinaste (Echium acanthocarpum). También se encuentra el Roque Agando. En 1984 se produjo un incendio en el lugar muriendo varias personas.
- Monumento natural de Los Roques: declarado monumento natural en 1994, se encuentra dentro del parque nacional de Garajonay. Lo conforman son los Roques de Ojila, Agando, Zarcita y Carmona, muestras de vulcanismo intrusivo, excavadas por la erosión.
- Monumento natural del barranco del Cabrito: al sur de la isla, forma parte de los Espacios Naturales de Canarias desde 1994. Tiene una cota máxima de 900 metros. En esta zona se encuentra el Roque del Sombrero (672 metros) y la playa del Cabrito.
- Reserva natural especial de Puntallana: situado al norte de San Sebastián, tiene una superficie de 292,3 hectáreas. Tiene en su interior varios endemismos vegetales. Con respecto a la fauna se puede encontrar coleópteros exclusivos de la zona, también abejas, cochinillas y escarabajos. En el entorno se encuentran la ermita de Nuestra Señora de Guadalupe, construida antes de 1542, y diversas manifestaciones aborígenes, como grabados, necrópolis y concheros.
- Parque natural de Majona: declarado en 1990, comprende 1751,1 ha y se localiza en el sector nororiental de La Gomera. En su interior se encuentran acantilados, laderas y grandes barrancos, como el de Majona y de Juel, y algunos manantiales. La zona, en la que se ha desarrollado la actividad del pastoreo desde la conquista, cuenta con diversos endemismos y especies amenazadas. Se puede encontrar formaciones de monteverde, cardonales, tabaibales y pinar. Con respecto a la fauna destacan los lagartos (Gallotia galloti), la pardela (Calonectris diomedea), la paloma bravía (Columba livia), el águila pescadora (Pandion haliaetus) y el halcón de Berbería (Falco pelegrinoides).

Además, el municipio cuenta con una pequeña parte del parque nacional de Garajonay.

### Clima
| Parámetros climáticos promedio de Observatorio de San Sebastián de La Gomera (15 m s. n. m.) (Periodo de referencia: 1991-2020, extremas: 1989-presente) | Parámetros climáticos promedio de Observatorio de San Sebastián de La Gomera (15 m s. n. m.) (Periodo de referencia: 1991-2020, extremas: 1989-presente) | Parámetros climáticos promedio de Observatorio de San Sebastián de La Gomera (15 m s. n. m.) (Periodo de referencia: 1991-2020, extremas: 1989-presente) | Parámetros climáticos promedio de Observatorio de San Sebastián de La Gomera (15 m s. n. m.) (Periodo de referencia: 1991-2020, extremas: 1989-presente) | Parámetros climáticos promedio de Observatorio de San Sebastián de La Gomera (15 m s. n. m.) (Periodo de referencia: 1991-2020, extremas: 1989-presente) | Parámetros climáticos promedio de Observatorio de San Sebastián de La Gomera (15 m s. n. m.) (Periodo de referencia: 1991-2020, extremas: 1989-presente) | Parámetros climáticos promedio de Observatorio de San Sebastián de La Gomera (15 m s. n. m.) (Periodo de referencia: 1991-2020, extremas: 1989-presente) | Parámetros climáticos promedio de Observatorio de San Sebastián de La Gomera (15 m s. n. m.) (Periodo de referencia: 1991-2020, extremas: 1989-presente) | Parámetros climáticos promedio de Observatorio de San Sebastián de La Gomera (15 m s. n. m.) (Periodo de referencia: 1991-2020, extremas: 1989-presente) | Parámetros climáticos promedio de Observatorio de San Sebastián de La Gomera (15 m s. n. m.) (Periodo de referencia: 1991-2020, extremas: 1989-presente) | Parámetros climáticos promedio de Observatorio de San Sebastián de La Gomera (15 m s. n. m.) (Periodo de referencia: 1991-2020, extremas: 1989-presente) | Parámetros climáticos promedio de Observatorio de San Sebastián de La Gomera (15 m s. n. m.) (Periodo de referencia: 1991-2020, extremas: 1989-presente) | Parámetros climáticos promedio de Observatorio de San Sebastián de La Gomera (15 m s. n. m.) (Periodo de referencia: 1991-2020, extremas: 1989-presente) | Parámetros climáticos promedio de Observatorio de San Sebastián de La Gomera (15 m s. n. m.) (Periodo de referencia: 1991-2020, extremas: 1989-presente) |
| Mes | Ene. | Feb. | Mar. | Abr. | May. | Jun. | Jul. | Ago. | Sep. | Oct. | Nov. | Dic. | Anual |
| --- | --- | --- | --- | --- | --- | --- | --- | --- | --- | --- | --- | --- | --- |
| Temp. máx. abs. (°C) | 27.1 | 30.8 | 34.9 | 33.4 | 38.6 | 36.1 | 38.9 | 41.9 | 37.4 | 36.2 | 33.7 | 29.0 | 41.9 |
| Temp. máx. media (°C) | 21.6 | 21.4 | 22.0 | 22.3 | 23.3 | 25.2 | 26.8 | 27.9 | 27.4 | 26.5 | 24.6 | 22.8 | 24.3 |
| Temp. media (°C) | 18.9 | 18.8 | 19.4 | 19.8 | 21.0 | 22.8 | 24.4 | 25.3 | 25.0 | 24.0 | 22.1 | 20.1 | 21.8 |
| Temp. mín. media (°C) | 16.2 | 16.3 | 16.7 | 17.3 | 18.6 | 20.3 | 21.8 | 22.7 | 22.6 | 21.4 | 19.5 | 17.4 | 19.2 |
| Temp. mín. abs. (°C) | 11.4 | 11.9 | 11.2 | 13.0 | 14.5 | 17.0 | 18.6 | 18.4 | 19.3 | 15.5 | 11.8 | 13.2 | 11.2 |
| Precipitación total (mm) | 10.2 | 22.1 | 12.3 | 8.9 | 1.1 | 0.5 | 0.4 | 2.1 | 2.2 | 19.2 | 35.0 | 32.9 | 146.8 |
| Días de precipitaciones (≥ 1.0 mm) | 1.9 | 2.9 | 1.8 | 1.4 | 0.3 | 0.1 | 0.1 | 0.5 | 0.6 | 2.1 | 2.5 | 3.1 | 17.2 |
| Humedad relativa (%) | 67 | 68 | 69 | 70 | 71 | 71 | 70 | 71 | 73 | 73 | 70 | 69 | 70 |
| Fuente: Agencia Estatal de Meteorología | | | | | | | | | | | | | |

## Historia
El puerto de San Sebastián de la Gomera fue el lugar desde donde continuó Colón, el 6 de septiembre de 1492, su viaje iniciado en el Puerto de Palos, antes de descubrir América el 12 de octubre del mismo año. El lugar donde se alojó, la Casa de Colón, es ahora un museo.
En torno a 1599, un grupo de holandeses intentaron invadir la isla por el puerto de la Villa, pero fueron rechazados por los gomeros.
Cerca de 1850 San Sebastián absorbió al municipio de Jerduñe.

## Demografía
San Sebastián de La Gomera cuenta con una población de 9562 habitantes (INE 2024).
| Gráfica de evolución demográfica de San Sebastián de la Gomera entre 1842 y 2024 |
| |
| Población de derecho según los censos de población del INE Población de hecho según los censos de población del INEEn este censo se denominaba San Sebastián: 1842 Entre el censo de 1857 y el anterior, crece el término del municipio porque incorpora a 385001 (Jerduñe) |

## Economía

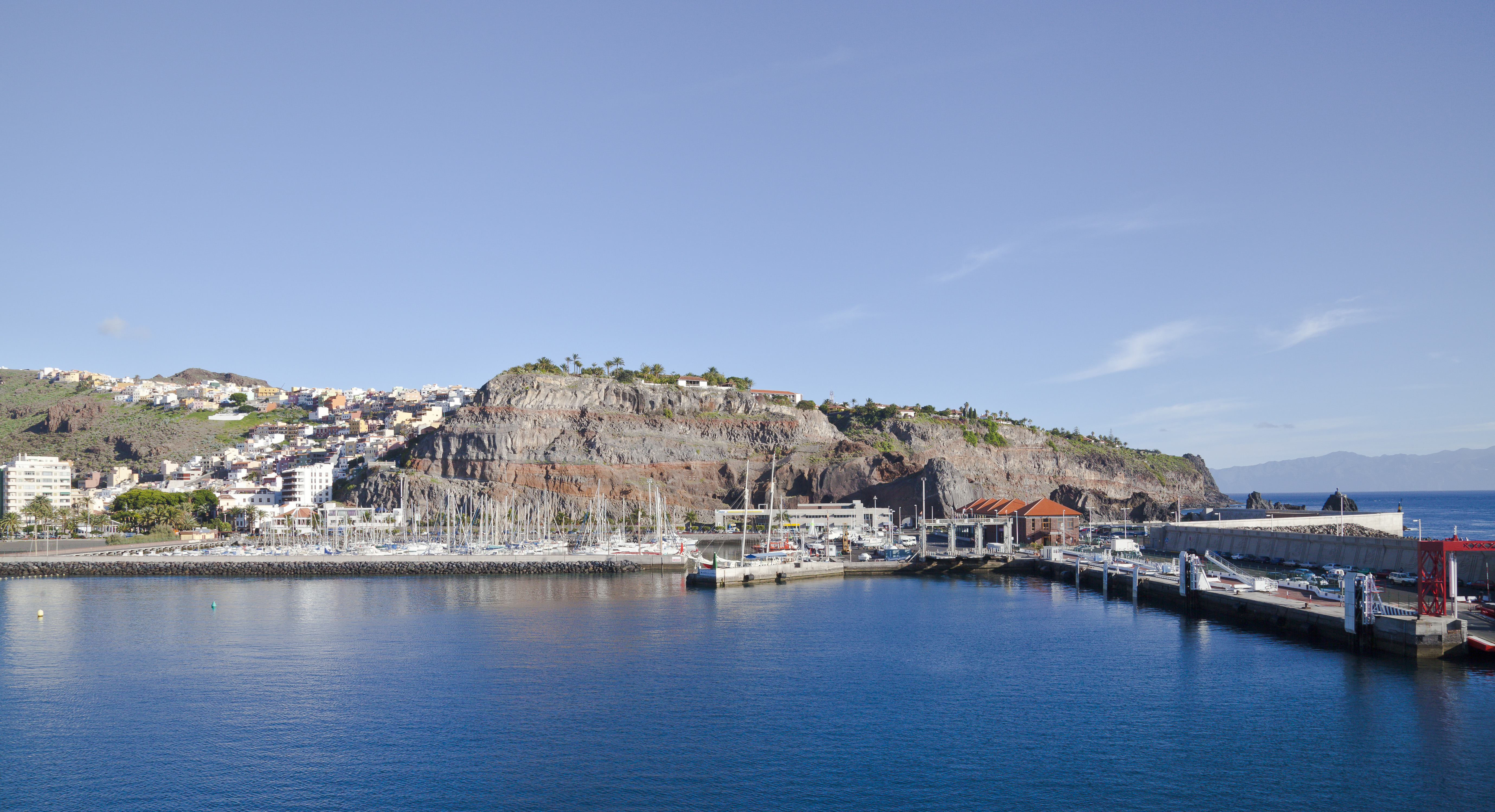
Puerto

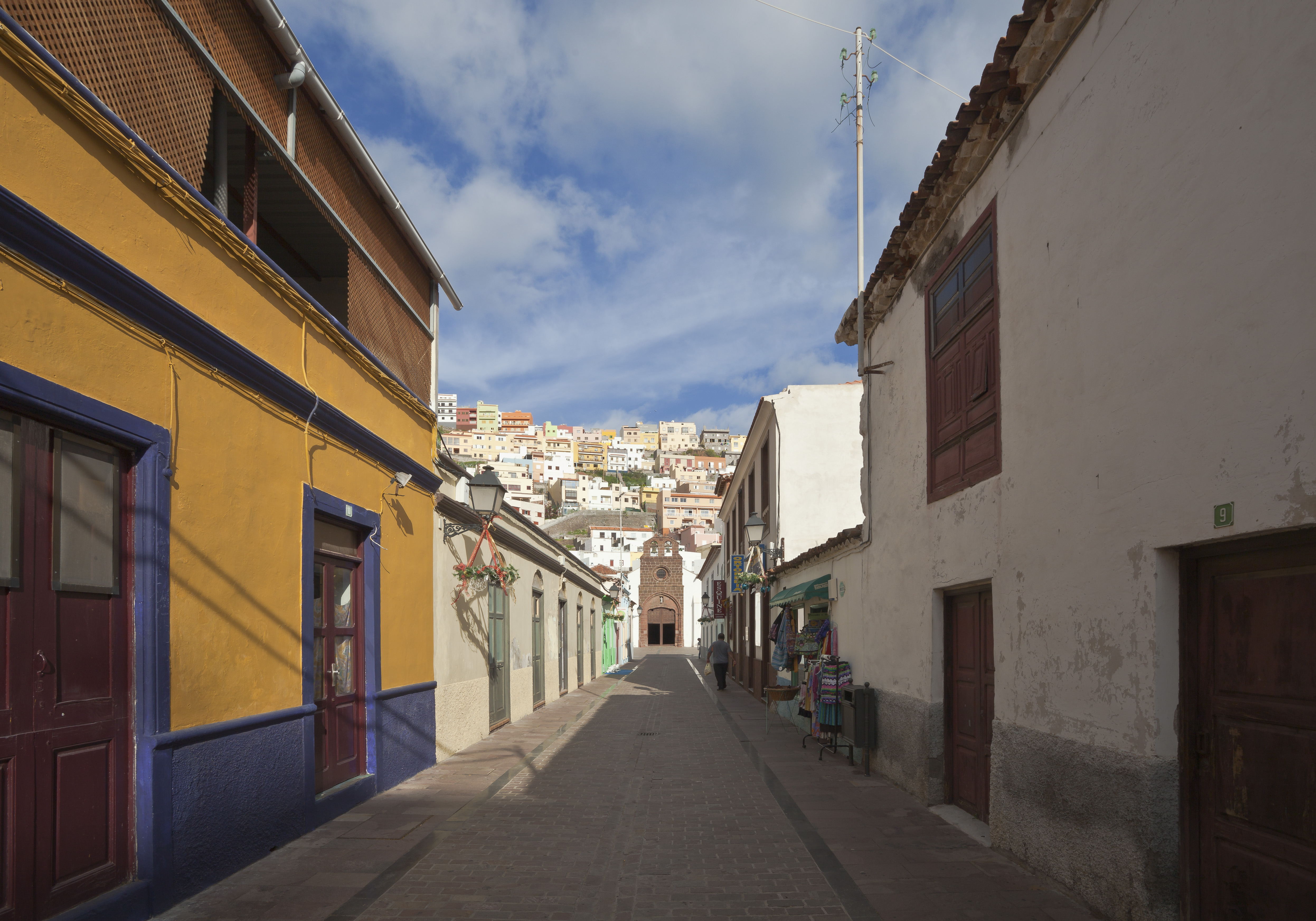
Avenida de Colón

La economía en el pasado ha estado basada en la agricultura, pero en los últimos años ha cobrado importancia el sector servicios.
La villa, a una altitud de unos 5 metros sobre el nivel del mar, cuenta con un puerto comercial, por el que pasó Cristóbal Colón en sus viajes a América.

## Administración y política
Actualmente el municipio se encuentra gobernado por la Agrupación Socialista Gomera, con Angélica Padilla a la cabeza desde 2023.
El Ayuntamiento está conformado por 13 concejales. En la siguiente tabla se encuentran los resultados de las elecciones municipales en San Sebastián de La Gomera desde 2007.
| Partido político | Partido político                          | 2007   | 2011   | 2015   | 2019   | 2023   |
| Partido político | Partido político                          | Ediles | Ediles | Ediles | Ediles | Ediles |
|                  | Partido Socialista Obrero Español (PSOE)  | 6      | 6      | 2      | 4      | 5      |
|                  | Agrupación Socialista Gomera (ASG)        | —      | —      | 6      | 6      | 6      |
|                  | Coalición Canaria (CC)                    | 5      | 2      | 0      | 1      | 1      |
|                  | Partido Popular (PP)                      | 0      | 4      | 1      | 0      | 0      |
|                  | Centro Canario Nacionalista (CCN)         | 2      | —      | —      | —      | —      |
|                  | Nueva Canarias (NC)                       | —      | 1      | 3      | 1      | —      |
|                  | Alternativa Democrática Gomera (ADGOMERA) | —      | —      | 3      | —      | —      |
|                  | Alternativa Gomera (A.T.G)                | —      | 0      | —      | —      | —      |
|                  | Sí Se Puede (SSP)                         | —      | —      | 1      | 1      | —      |
|                  | Iniciativa por La Gomera (IxLG)           | —      | —      | —      | —      | 1      |
|                  | Vox                                       | —      | —      | —      | —      | 0      |

## Sanidad
La villa de San Sebastián cuenta con el Hospital Nuestra Señora de Guadalupe. Atiende a la población del Área de Salud de La Gomera, conformada por los 6 municipios de la isla. Su Hospital de Referencia es el Hospital Universitario Nuestra Señora de La Candelaria en Santa Cruz de Tenerife.

## Cultura

### Patrimonio
En la villa se encuentra la Torre del Conde, construida entre los años 1447 y 1450 por el conde de La Gomera, y que durante una rebelión de los nativos de la isla fue lugar de refugio para los castellanos. También destacan en San Sebastián la iglesia de Nuestra Señora de la Asunción y la ermita de San Sebastián, el histórico patrono de la isla de La Gomera y patrono de San Sebastián de La Gomera.
- Torre del Conde
- Casa de Colón
- Pozo de la Aguada
- Iglesia parroquial de Nuestra Señora de la Asunción
- Ermita de Puntallana de la Virgen de Guadalupe (patrona de La Gomera)
- Ermita de San Sebastián (patrono de la Villa)
- Ermita del Santísimo Cristo de Pastrana, en el barrio homónimo y que es el Cristo más venerado de La Gomera
- Monumento al Sagrado Corazón de Jesús

### Fiestas
Destaca el carnaval como en otras localidades de Canarias. Cada año en el mes de septiembre llegan las Fiestas Colombinas que recuerdan el paso de Cristóbal Colón por la isla y la villa. 
Las fiestas patronales se celebran en enero, en honor al patrono del municipio San Sebastián de Narbona. Además, cada cinco años se celebra durante el mes de octubre, la Bajada de la Virgen de Guadalupe, patrona de la isla, desde su ermita de Puntallana hasta San Sebastián, para después recorrer todos los pueblos de la isla hasta que en diciembre regresa a su templo. La última bajada fue en 2023 y la próxima será en 2028.